# Getto łódzkie
Getto łódzkie (niem. Ghetto Litzmannstadt, jid. ‏לאדזשער געטא‎; lodżer geto; ליצמאנשטאטער געטא; licmansztoter geto) – getto żydowskie istniejące w okupowanej przez Niemców Łodzi (od kwietnia 1940 Litzmannstadt). W dokumentach archiwalnych można spotkać skrótową formę Ghetto L-stadt lub Getto L-stadt, od skrótu nazwy miasta powszechnie używanego przez Niemców, w tym na oficjalnych pismach i drukach.
Było to pierwsze w pełni odizolowane od reszty miasta getto na obszarze okupowanej Polski, największe po warszawskim i jedyne, które przetrwało prawie do końca okupacji niemieckiej na ziemiach Polski (zlikwidowane w sierpniu 1944).

## Plan getta

Plan getta wpisany w aktualną siatkę łódzkich ulic

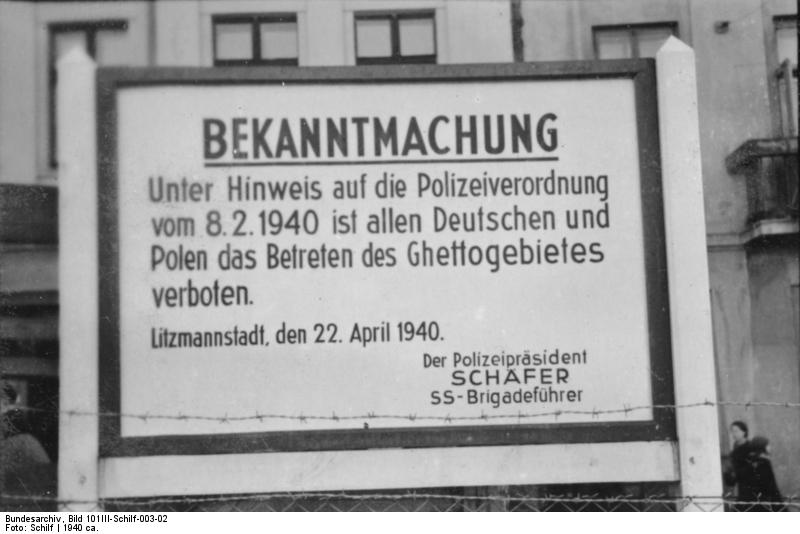
Tablica z informacją o utworzeniu getta i zakazie wstępu na jego obszar osobom postronnym. Podobne tablice były gęsto rozstawione wzdłuż ogrodzenia getta

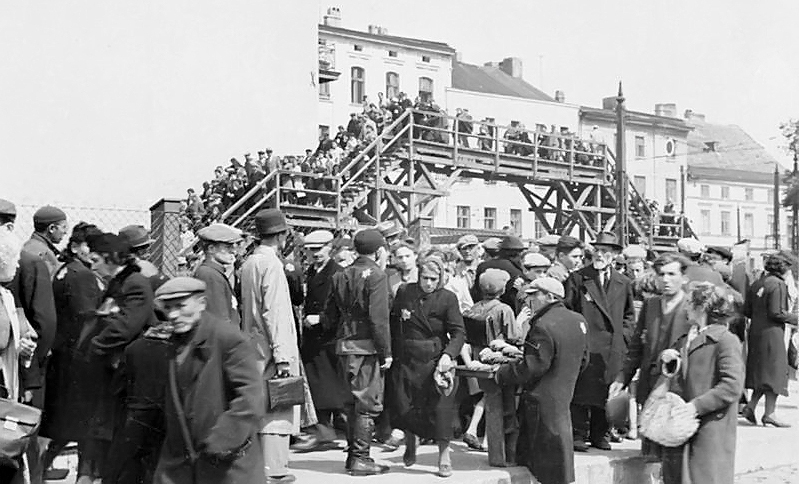
Ghetto Litzmannstadt w 1940

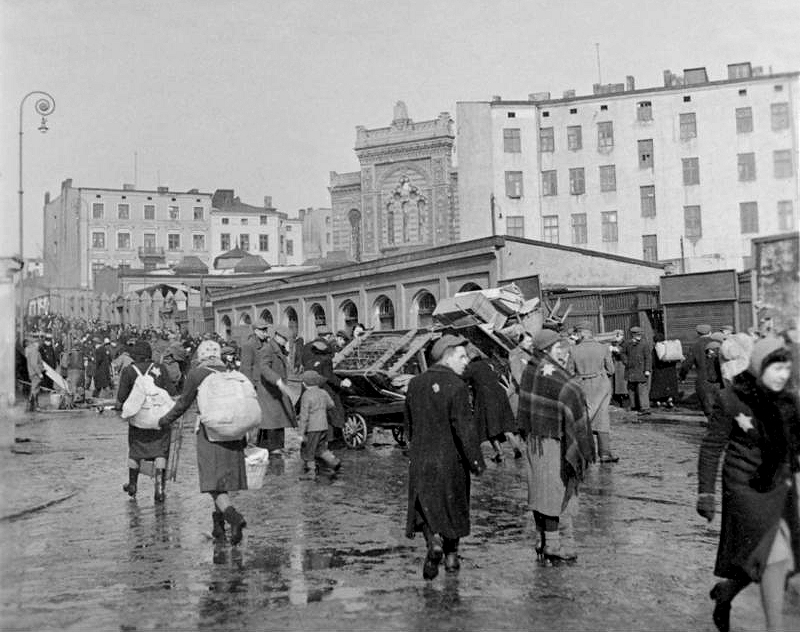
Marzec 1940, ul. Piłsudskiego (w tle synagoga przy ul. Wolborskiej)

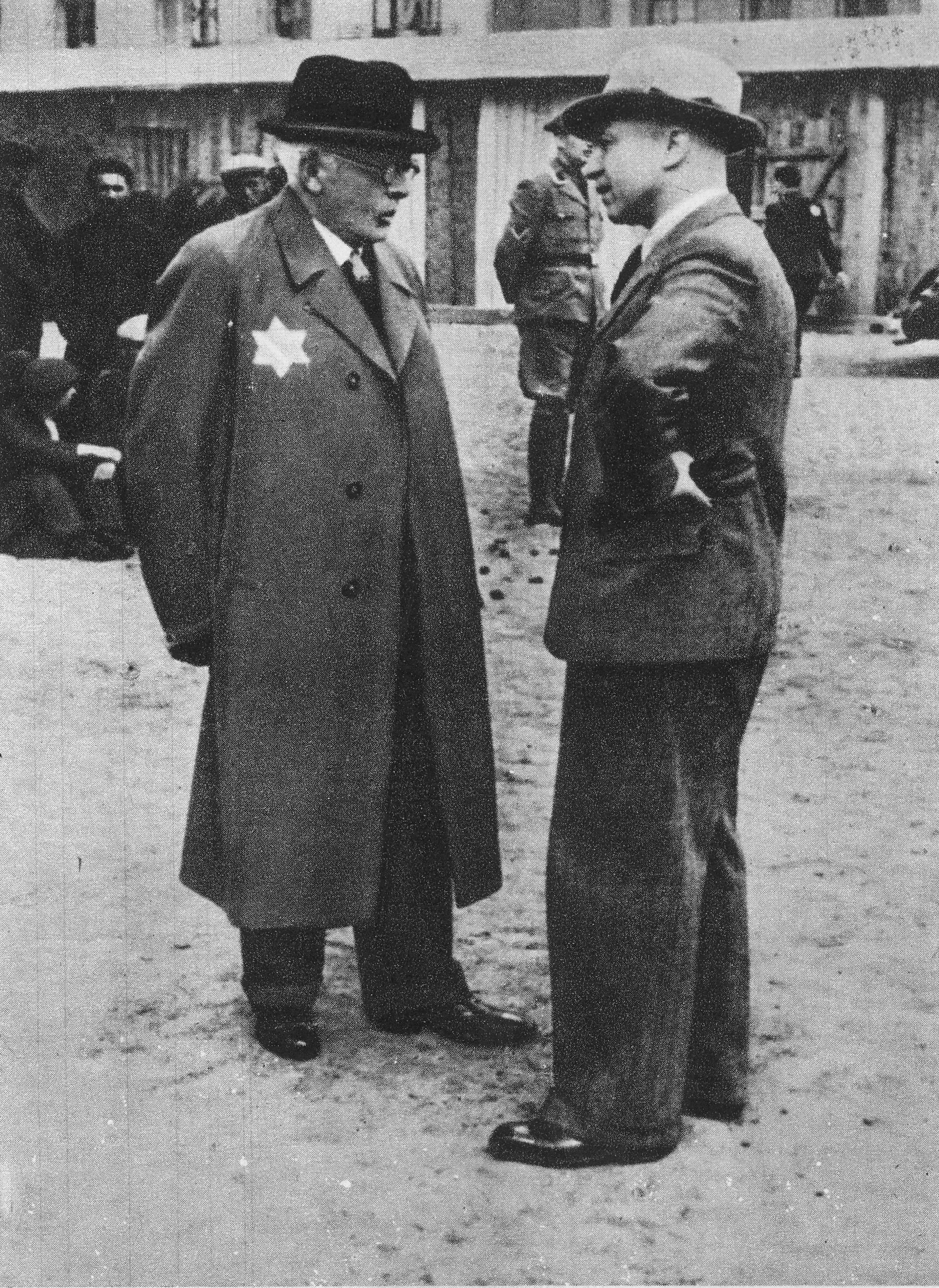
Chaim Rumkowski, przełożony Starszeństwa Żydów w Łodzi, i Hans Biebow, szef cywilnej niemieckiej administracji getta

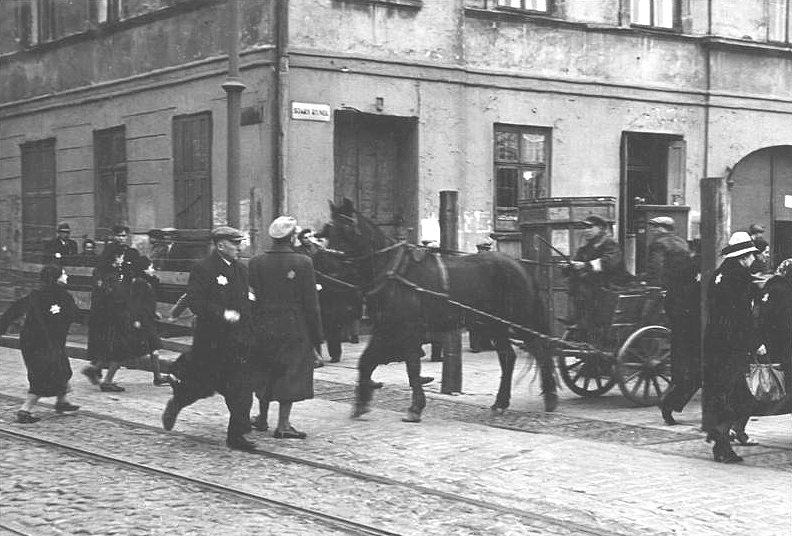
Brama przy Starym Rynku. Ruch uliczny na przejściu przez „aryjską” Hohensteiner Straße między wschodnią a zachodnią częścią getta łódzkiego

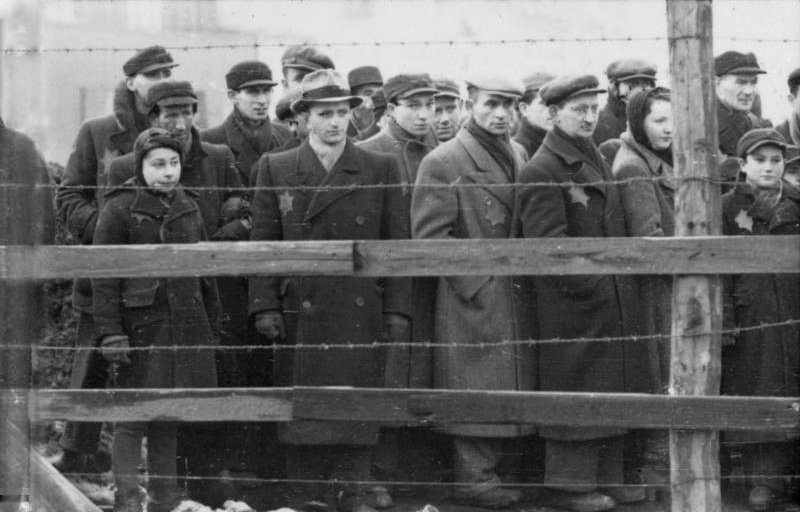
Żydzi za drutami getta (1941)

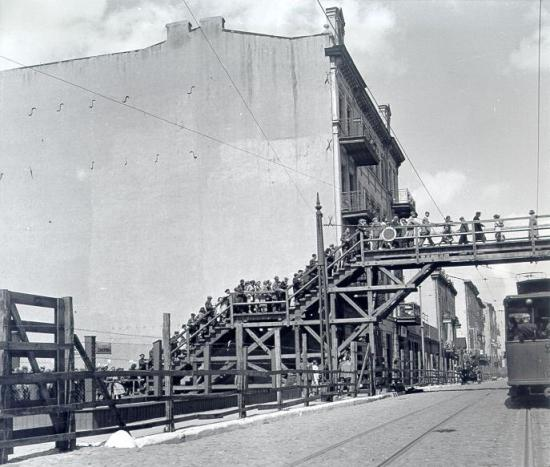
Kładka nad eksterytorialną – między obszarami getta – Hohensteiner Straße

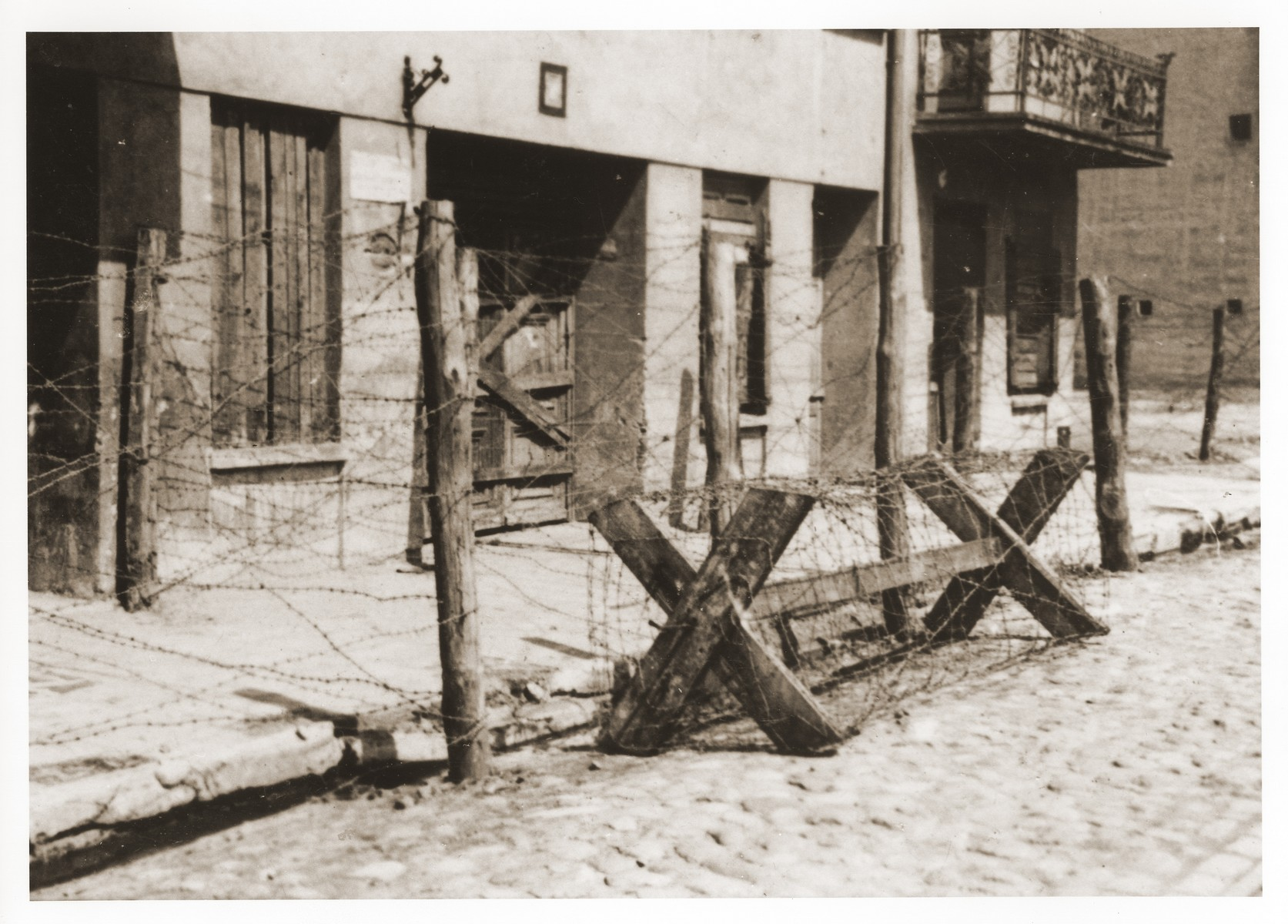
Obóz romski w getcie po deportacji

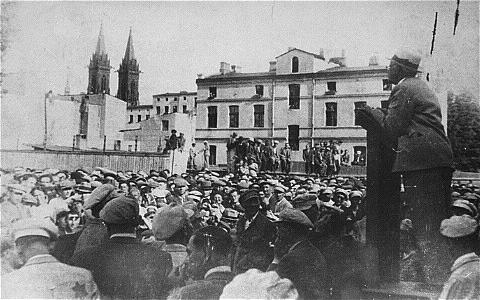
Chaim Rumkowski w trakcie jednego z przemówień na tzw. placu strażackim przy ul. Lutomierskiej (obecnie obszar między posesjami 12 i 14 przy ul. Zachodniej). Widoczny w tle budynek zachował się, dalej kościół Wniebowzięcia Najświętszej Maryi Panny

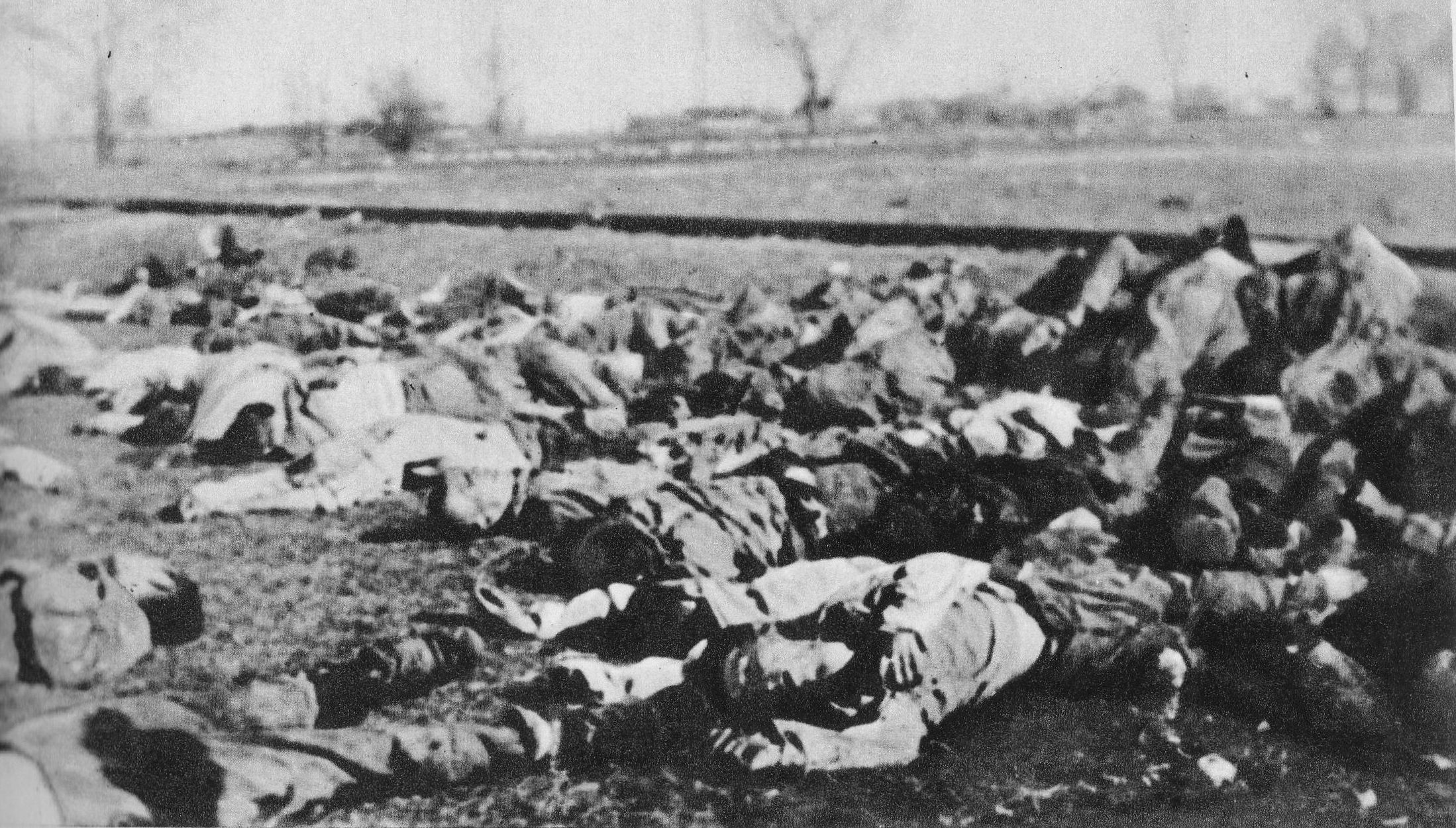
Zwłoki ofiar akcji deportacyjnej do obozu zagłady Kulmhof przeprowadzonej w dniach 5–12 września 1942

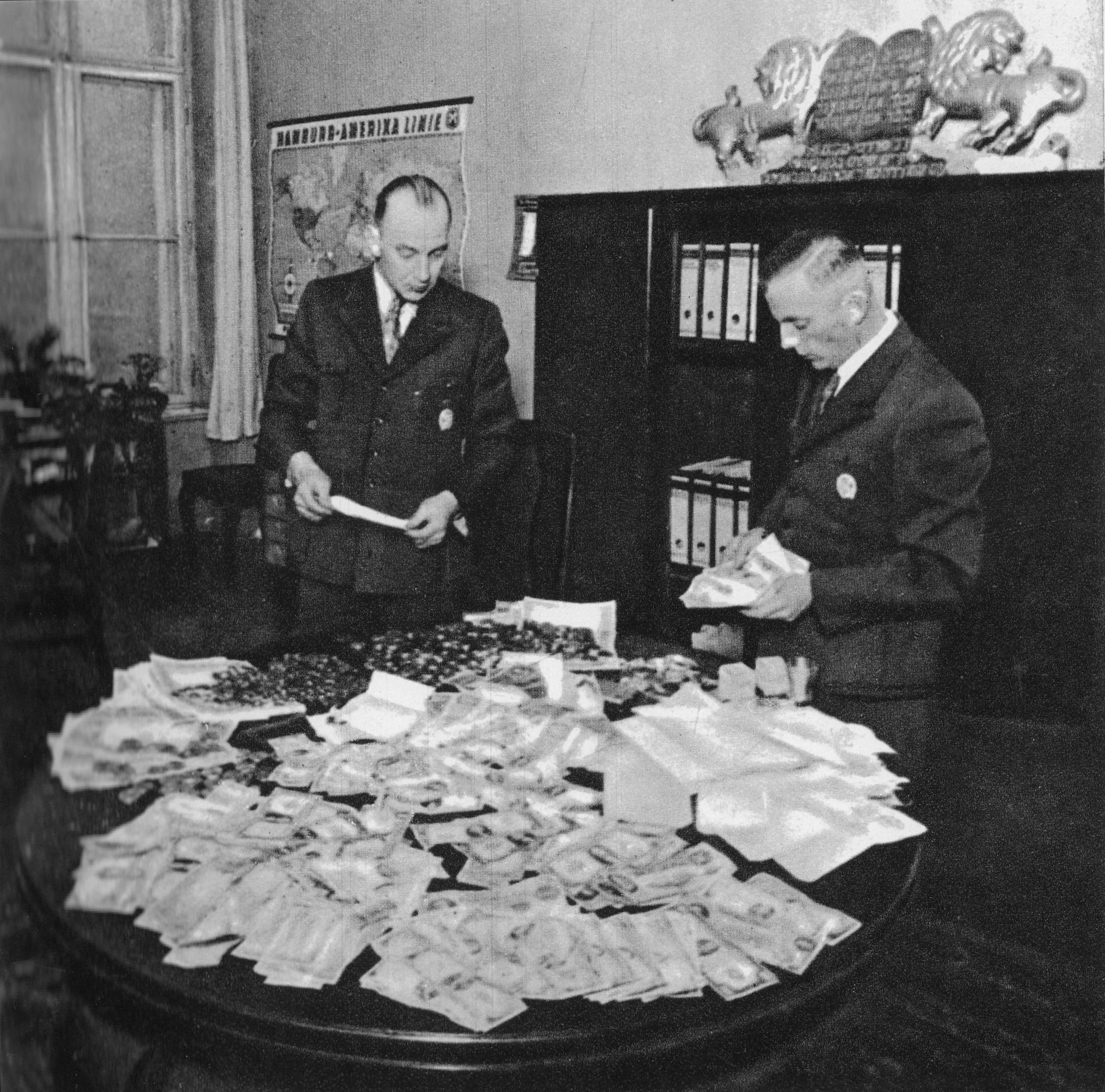
Przygotowywanie do wysyłki do Berlina transportu złotych monet i dewiz zagrabionych Żydom w getcie. Pierwszy z prawej: Hans Biebow

Getto w Łodzi składało się z trzech części, rozdzielonych eksterytorialnymi ulicami:
- Hohensteinerstrasse (ob. ul. Zgierska) dzieliła getto na część zachodnią i wschodnią.
- Alexanderhofstrasse (ob. ul. Limanowskiego) dzieliła część zachodnią na północną i południową.

Początkowo komunikacja piesza i drogowa pomiędzy wszystkimi tymi częściami getta odbywała się poprzez bramy, otwierane co jakiś czas pod kontrolą strażników niemieckich, mających do pomocy policję żydowską, ale już w drugiej połowie 1940 powstały trzy piesze kładki: dwie ponad ulicą Zgierską (na wysokości Rynku Starego Miasta oraz na pl. Kościelnym) oraz jedna ponad ul. B. Limanowskiego, przy ówczesnej ul. Masarskiej (ob. rejon skrzyżowania ulic Zachodniej i Limanowskiego).
Do getta praktycznie przynależał też obszar stacji Radegast na Marysinie, spełniającej tę samą funkcję co warszawski Umschlagplatz (plac przeładunkowy). Formalnie jednak był to teren kolei niemieckich (Deutsche Reichsbahn), dzierżawiony przez miasto. Z tego powodu na oficjalnych planach getta, zarówno administracji żydowskiej, jak i niemieckiej, nie był on najczęściej uwzględniany.
Z obszaru getta był wydzielony Bałucki Rynek, siedziba żydowskiej administracji, otoczony osobnym ogrodzeniem. Wstęp na niego był tylko za specjalnymi przepustkami. Spełniał rolę śluzy kontaktowej pomiędzy częścią aryjską miasta a gettem.
Oznaczenia na planie:
1. kładki ponad eksterytorialnymi ulicami Zgierską (dwie) oraz ob. B. Limanowskiego (jedna)
2. stary cmentarz żydowski (obecnie nieistniejący)
3. straż pożarna, ul. Lutomierska
4. siedziba oddziału Gestapo w getcie łódzkim
5. Bałucki Rynek, główna siedziba żydowskich władz getta. tzw. Centrala; tu mieściło się biuro i sekretariat Ch. Rumkowskiego
6. policja żydowska, podlegająca Judenratowi
7. Jatki Jojne Pilcera
8. siedziba niemieckiej policji kryminalnej, posterunek Getto
9. Aufräumkommando – miejsce zakwaterowania około 600 Żydów mających uporządkować teren getta po jego likwidacji 29 sierpnia 1944 (Rembrandtstraße 16, Jakubastraße 16; ob. ul. Jakuba)
10. Szpital nr 1 (obecnie ul. Łagiewnicka 36)
11. jeden z obozów dla osób deportowanych z getta (były szpital dziecięcy)
12. dom kultury getta (Schneidergasse 3, ob. ul. Krawiecka)
13. więzienie, ul. Czarneckiego
14. obóz cygański
15. obóz prewencyjny dla dzieci polskich
16. nowy cmentarz żydowski, ul. Bracka
17. stacja Radegast (łódzki Umschlagplatz; upamiętniona pomnikiem Radegast)

## Historia getta
Przygotowania do utworzenia getta rozpoczęły się na początku października 1939 roku. W tajnym okólniku z 10 grudnia 1939 Friedrich Übelhör (prezydent rejencji łódzkiej w okresie od 10 kwietnia 1940 do 15 grudnia 1942) zapowiedział „konieczność ustanowienia zamkniętej i ściśle izolowanej dzielnicy żydowskiej”. Na bazie tych wytycznych dzielnica powstała 8 lutego 1940 zarządzeniem prezydenta policji w Łodzi – Johannesa Schäffera. Szefem biura ekonomiczno-żywnościowego, które w październiku 1940 przekształcono w samodzielny wydział – Zarząd Getta (Gettoverwaltung) – został Hans Biebow, a szefem administracji żydowskiej przełożony Starszeństwa Żydów (Judenratu, choć nazwa ta w tym getcie nie była używana) w Litzmannstadt Chaim Rumkowski.
Getto utworzono 8 lutego 1940, ale ostatecznie jego teren odizolowano od reszty miasta 30 kwietnia 1940 roku. Zlokalizowano je w najbardziej zaniedbanej części Łodzi (Bałuty i Stare Miasto), na obszarze 4,13 km², zmniejszonym po 30 czerwca 1942 roku do 3,82 km², zamieszkanym w 40% do 70% przez Żydów, głównie biedotę i proletariat. Ten wydzielony obszar zabudowany był 2332 domami, z około 28 400 izbami mieszkalnymi. Znaczącą większość z nich stanowiła stara zabudowa, w dużej części drewniana. Zagęszczenie skupionej ludności było ogromne – w 1942 na 1 km² przypadało 42 587 osób, a na jedną izbę 6 lub 7 mieszkańców.
W pierwszej kolejności zamknięto w nim Żydów pozostających w tym czasie na obszarze miasta – około 140 tys. osób. Od 16 października do 4 listopada 1941 roku do getta przybyły transporty Żydów przesiedlonych z Austrii (ok. 5 tys.), Czech (ok. 5 tys.), Luksemburga (ok. 600) i Rzeszy (ok. 10 tys. osób). Kolejne przesiedlenia miały miejsce od 7 grudnia 1941 do 28 sierpnia 1942 – również z innych likwidowanych gett Kraju Warty (ok. 18 tys. osób), najpierw głównie z terenu województwa łódzkiego, z likwidowanych tu sukcesywnie gett w innych miastach, np. z podłódzkich Pabianic, Konstantynowa, Aleksandrowa, Głowna, Ozorkowa czy Brzezin. Następnie, w końcu 1941 roku, przywieziono tu około 5 tys. Sinti i Romów z pogranicza austriacko-węgierskiego (tzw. Burgenland; listopad 1941) i w drugiej połowie 1942 prawie 20 tys. Żydów z Europy Zachodniej (m.in. z Niemiec, krajów Beneluksu) oraz praskich Żydów. W sumie przez łódzkie getto przeszło około 200 tys. osób.
Historycy, a przede wszystkim ocaleli jego więźniowie, dzielą tragiczną historię getta na dwa zasadnicze okresy: przed tak zwaną wielką szperą i po niej, która miała miejsce we wrześniu 1942 roku. W pierwszym okresie funkcjonowanie getta mniej więcej odtwarzało formy i instytucje przedwojenne. Między innymi, z inicjatywy i z dużym poparciem Chaima Rumkowskiego, zorganizowano prawie na masową skalę naukę dla dzieci i młodzieży. W drugim okresie, po wywiezieniu do miejsca zagłady w Chełmnie n. Nerem chorych, dzieci i osób starszych wiekiem, getto było w zasadzie ogromnym obozem pracy przymusowej, a administracja żydowska jedynie transmisją poleceń niemieckich i nadzoru ich wykonywania.
6 czerwca 1941, będąc przejazdem w Łodzi, na krótko odwiedził getto Heinrich Himmler. Na Bałuckim Rynku, siedząc w swoim aucie, zamienił kilka słów z Rumkowskim. Znacznie wcześniej, w październiku 1939, do Łodzi przybył Joseph Goebbels i m.in. zwiedził tę część Bałut, która była w większości zamieszkana przez ludność żydowską i miała stanowić obszar utworzonego później getta. Wizyta ta była jedną z inspiracji realizacji skrajnie antysemickiego filmu dokumentalnego Der ewige Jude („Wieczny Żyd”) w reżyserii Fritza Hipplera (1940). Część ujęć do filmu zrealizowano w łódzkim getcie.
W 1942 Niemcy postanowili przekształcić getto w wielki obóz pracy. Podstawowym elementem tego planu było usunięcie z niego dzieci do lat 10, starców powyżej 65 roku życia oraz chorych jako elementów „nieprodukcyjnych”. Realizację rozpoczęto 1 września od wywiezienia w niezwykle brutalny sposób wszystkich chorych ze szpitali getta. Plan przewidywał wywiezienie ponad 20 tys. osób. 4 września 1942 szef żydowskiej administracji getta, Chaim Rumkowski, na tak zwanym placu strażackim przy ul. Lutomierskiej 13 wygłosił przemówienie do mieszkańców wzywające do oddania dzieci, starców i pozostałych chorych. Realizować to miała policja żydowska, która po pierwszej próbie odmówiła wykonania rozkazów Niemców. W dniu 5 września na teren getta wkroczyli Niemcy i ogłosili wielką szperę (absolutny zakaz opuszczania miejsc zamieszkania).
W dniach 5–12 września 1942 z łódzkiego getta wysiedlono 15 681 „osób nienadających się do pracy” (dzieci do 10 roku życia, starców, osoby chore). Na miejscu zamordowano około 600 osób. Getto z pozostałymi ponad 70 tys. mieszkańców stało się wielkim obozem pracy. Zamknięto szkoły i szpitale.
Likwidacja łódzkiego getta rozpoczęła się 23 czerwca 1944 roku. Do 14 lipca hitlerowcy wywieźli do Kulmhof ponad 7 tys. osób. Ponieważ to miejsce zagłady nie było w stanie sprostać planowi eksterminacji, po dwutygodniowej przerwie likwidację wstrzymano. Wznowiono ją, ale już do KL Auschwitz-Birkenau (Oświęcim-Brzezinka). Od 9 do 29 sierpnia około 70 tys. Żydów wywieziono do Auschwitz-Birkenau. Ostatni transport odszedł 29 sierpnia 1944.
W okresie funkcjonowania getta z głodu i chorób zmarło ok. 44 tys. więźniów getta. Byli oni chowani na cmentarzu żydowskim przy ul. Brackiej położonym w obszarze getta. W przeciwieństwie do wielu innych gett w Polsce Niemcy nie zdążyli gruntownie zniszczyć zabudowy tego getta, choć mieli to w planie. W okresie od grudnia 1942 do końca okupacji niemieckiej w Łodzi (19 stycznia 1945), w południowo-wschodniej części getta, przy murze cmentarza żydowskiego przy ul. Brackiej, funkcjonował obóz prewencyjny dla dzieci polskich policji bezpieczeństwa w Łodzi (niem. Polen-Jugendverwahrlager der Sicherheitspolizei in Litzmannstadt), dziś upamiętniony Pomnikiem Martyrologii Dzieci. Obóz nie miał żadnych formalnych i niewiele praktycznych powiązań z gettem.

## Organizacja getta
Formalnie gettem administrowały władze Zarządu Miejskiego Litzmannstadtu (Łodzi) – Stadtverwaltung Litzmannstadt, posiadające w tym celu specjalny wydział noszący nazwę Zarządu Getta (Gettoverwaltung), kierowany przez Hansa Biebowa, kupca przybyłego z Bremy, ale najważniejsze decyzje podejmowała łódzka placówka Gestapo.
Od zewnątrz, w okresie od 28 listopada 1940 do maja 1941 nadzór nad gettem sprawował 101. rezerwowy batalion policyjny z Hamburga (Reserve-Polizei-Bataillon 101). Po tym czasie został wycofany do Hamburga, gdzie pod koniec 1941 wziął udział w deportacjach tamtejszych Żydów, m.in. do łódzkiego getta. Przed tym okresem i po nim getto było nadzorowane przez łódzką policję. Członkowie tych formacji są odpowiedzialni za śmierć wielu więźniów getta, do których strzelali bez ostrzeżenia w momencie zbliżania się do ogrodzenia getta lub strzelając wieczorową porą w okna domów z których wydobywały się, pomimo zaciemnienia, promyki światła.
Wewnątrz życiem więźniów getta kierowała żydowska administracja, sprowadzona – mimo pozorów „autonomii” – do roli bezdyskusyjnych wykonawców poleceń Niemców. Jej szef, noszący tytuł Przełożonego Starszeństwa Żydów – Chaim Rumkowski, przez wiele lat po wojnie był uważany za brutalnego i jednoznacznego kolaboranta. Ocena ta w ostatnich latach ulega zasadniczej zmianie. Dostrzega się jego wielką próbę ocalenia więźniów getta (z hasłem „Unser einziger Weg ist Arbeit” – „Naszą jedyną drogą (wyjściem, próbą ocalenia) jest praca”), która nie powiodła się z przyczyn od niego niezależnych. Ale i tak łódzcy Żydzi stanowią największą ocalałą z Holocaustu grupę (obliczaną na ok. 10 tys. osób).
Do czasu wielkiej szpery (wrzesień 1942) w getcie funkcjonowała rozbudowana żydowska administracja: istniała policja i sądownictwo, szkolnictwo, poczta („Judenpost Litzmannstadt–Getto”), opieka zdrowotna i socjalna; działał dom kultury, gdzie odbywały się przedstawienia teatralne i występy muzyczne (m.in. słynnego chóru Hazomir), ale główna część administracji getta zajmowała się nadzorem nad jego działalnością produkcyjną.
W okresie od 7 marca do 21 września 1941 na polecenie Rumkowskiego ukazywał się w języku jidysz tygodnik „Getto Cajtung”, będący oficjalnym organem żydowskiej administracji getta. Każdy numer był tłumaczony na niemiecki i musiał najpierw uzyskać zgodę na wydanie od policji kryminalnej, oddział „Getto”. Zawierał zarządzenia i wyłącznie wiadomości z getta. Jego redaktorem był kierownik Referatu Prasowego przy Przełożonym Starszeństwa Żydów, Szmul Rozensztajn. Tygodnik de facto był organem Przełożonego Starszeństwa Żydów w Litzmannnstadt-getto – Chaima Rumkowskiego.
W getcie funkcjonował – od 24 czerwca 1940 – wewnętrzny system pieniężny wprowadzony przez Przełożonego Starszeństwa Żydów, za zgodą Niemców. Bilon i banknoty (oficjalnie nazywane „pokwitowaniami”, Quittung), popularnie nazywano „rumkami” lub rzadziej „chaimkami” (od imienia i nazwiska Chaima Rumkowskiego). Ten specyficzny środek płatniczy był zasadniczym instrumentem grabieży wszelkiej waluty oraz cennych przedmiotów więźniom getta. Ponadto skutecznie izolował getto od świata zewnętrznego, ponieważ poza nim owe pieniądze nie miały żadnej wartości. Tym samym zablokowana została możliwość szmuglu „z” i „do” getta, który mógł w pewnym zakresie poprawić sytuację bytową więźniów getta.
W getcie działała też poczta, która z dużymi ograniczeniami i zawieszeniami umożliwiała kontakt ze światem zewnętrznym. Dla jej potrzeb, ale tylko wewnętrznych, wydane zostały znaczki z portretem Rumkowskiego.
Na terenie getta działało (od czerwca 1941) gettowe przedsiębiorstwo tramwajowe Elektrische Strassenbahn-Getto (ES-G), obsługiwane siłami wyłącznie więźniów getta. We wrześniu 1941 roku, po przeszkoleniu przez Niemców żydowskich motorniczych, zaczęły kursować tramwaje. Spełniały one przede wszystkim funkcję transportową. Dla sprawnego przewozu towarów wybudowano torowisko biegnące ulicą Brzezińską (dziś Wojska Polskiego), Marysińską i Jagiellońską (obecnie Kolińskiego). Tramwaje przewoziły żywność, opał i surowce ze stacji Radegast do różnych resortów, a gotowe produkty z powrotem na rampę. W czerwcu 1942 uruchomiono również transport osobowy – tramwaj przewoził Żydów do pracy na Marysinie. Pod koniec 1942 powstała linia tranzytowa, która przejeżdżała przez getto, łącząc osiedle Doły z granicą getta na ul. Franciszkańskiej. Linia przeznaczona była tylko dla Niemców i Polaków. Przedsiębiorstwo Elektrische Strassenbahn-Getto było jedynym takim we wszystkich niemieckich gettach żydowskich. Funkcjonowało w zasadzie do końca istnienia getta, ale po jego likwidacji część taboru zatrzymano i służył jako podstawowy środek transportu przy wywozie jego majątku. Dzięki temu uratowała się niewielka grupa tramwajarzy getta.
Od połowy listopada 1942 w ramach Policji Porządkowej (niem. Ordnungsdienst; OD) powstał, na polecenie M. Rumkowskiego, żeński oddział (niem. Frauenordnungsdienst; FOD). Składał się z około 70 młodych kobiet, które w 1942 zdały egzamin maturalny w szkołach średnich getta. Oficjalnie FOD miała zajmować się sprawowaniem nadzoru nad dziećmi pozostającymi w domu bez opieki, włóczącymi się po ulicach, handlującymi nielegalnie – zgodnie za specjalnie dla niej opracowanym regulaminem. Jednocześnie męska część OD została mniej więcej o taką samą liczbę etatów zredukowana, do 150 osób. Członkinie FOD miały zajmować się również nadzorem pasażerskiego ruchu tramwajowego. Nieoficjalnie chodziło Rumkowskiemu o ochronę tych dziewcząt przed ciężką pracą i wywózkami w obliczu przekształcania getta w obóz pracy. „Kronika getta”, nie znając głębszego przesłania tej decyzji, wyraziła swoją wątpliwość co do sensu powołania tej formacji, nie wróżąc jej długiego istnienia.
Członkinie FOD otrzymały zielone mundury składające się z krótkich spodni, krótkich kurtek i okrągłych czapek z żółtym otokiem, a na rękawach miały odznaki Służby Porządkowej. Jako oznakę władzy otrzymały pałki.
Szybko sprawdziły się przewidywania redaktorów „Kroniki”: (...) policja kobieca, rekrutująca się w lwiej części z abiturientek żydowskiego gimnazjum i liceum gettowego. Dobrze odziane i obute, przeważnie bardzo młode i ładne dziewczęta, sprawiają wrażenie uczennic, które wyszły na wagary, ale nie organów policyjnych, przed którymi stoi dość duże i odpowiedzialne zadanie. Wyglądem i postawą nie wzbudzają też w dzieciach należytego strachu i autorytetu i dlatego zaobserwować można, jak tuż na oczach tej policji odbywa się w dalszym ciągu handel sacharyną i cukierkami. Ponieważ są to dziewczęta niewykwalifikowane w tym nowym zawodzie, trudno się po nich spodziewać cudów. Życie prawdopodobnie zahartuje je jak zahartowało ich męskich kolegów i nawet zbrutalizowało więcej, aniżeli tego wymagały okoliczności życiowe.
FOD rozwiązano już 3 marca 1943 roku. Dziewczętom zostawiono z umundurowania tylko płaszcz i buty. Istotną dla nich stratą był brak dodatkowych, „funkcyjnych przydziałów żywności”. Oceniając działalność FOD autorzy „Kroniki getta” pisali: (...) żeńska SP w pierwszym okresie wykazała się sukcesami w zwalczaniu handlu ulicznego. Wszyscy małoletni, którzy usiłowali w ten sposób zarobkować, zniknęli zupełnie z ulic. W ostatnim czasie FOD pełniła normalną pomocniczą służbę policyjną.

### Obóz cygański (Zigeunerlager)

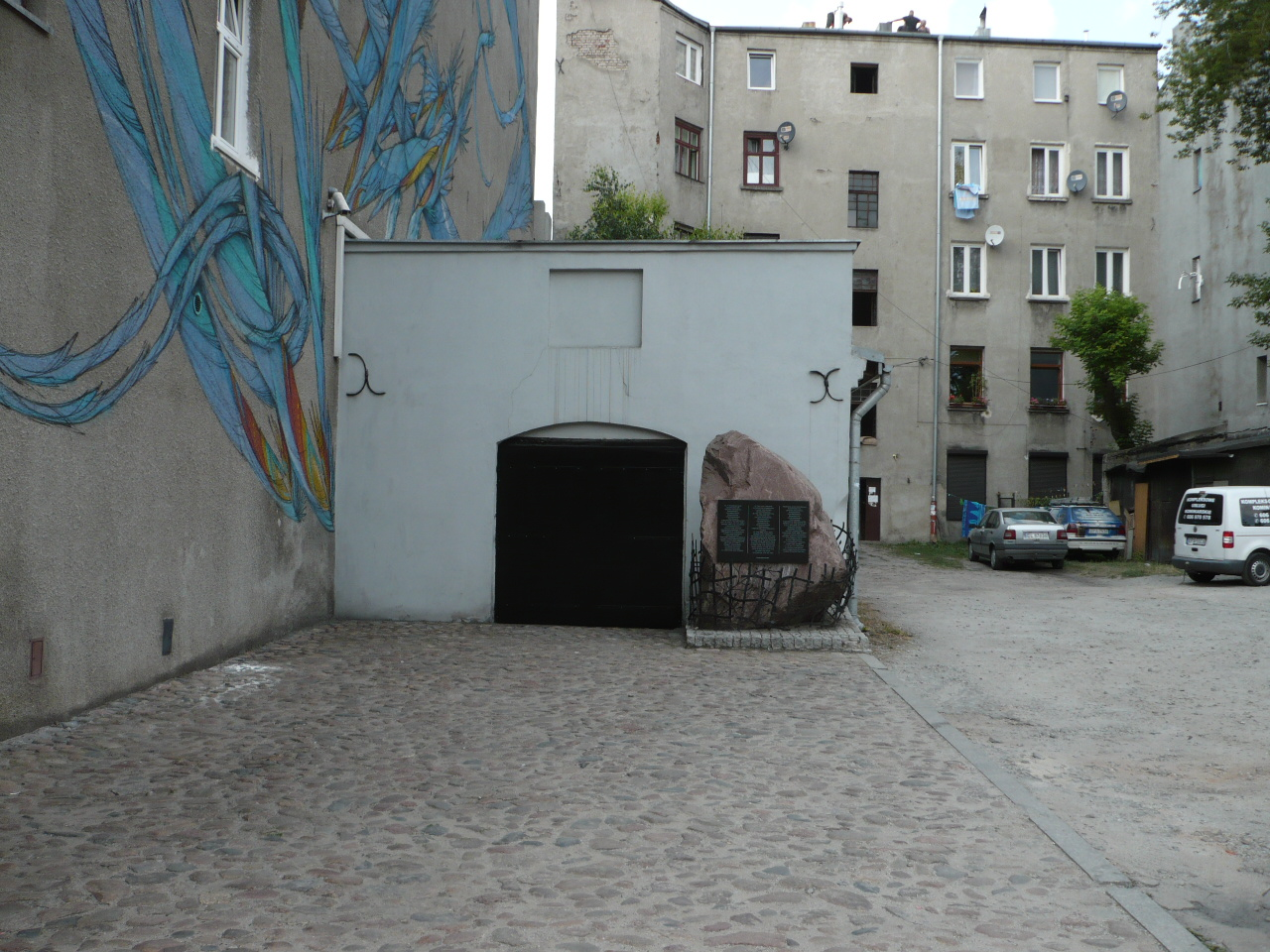
Widok ogólny tzw. kuźni Romów – miejsca pamięci po obozie cygańskim funkcjonującym na obszarze łódzkiego getta w okresie od XI 1941 do I 1942. Łódź, ul. Wojska Polskiego 88; oddział Muzeum Tradycji Niepodległościowych

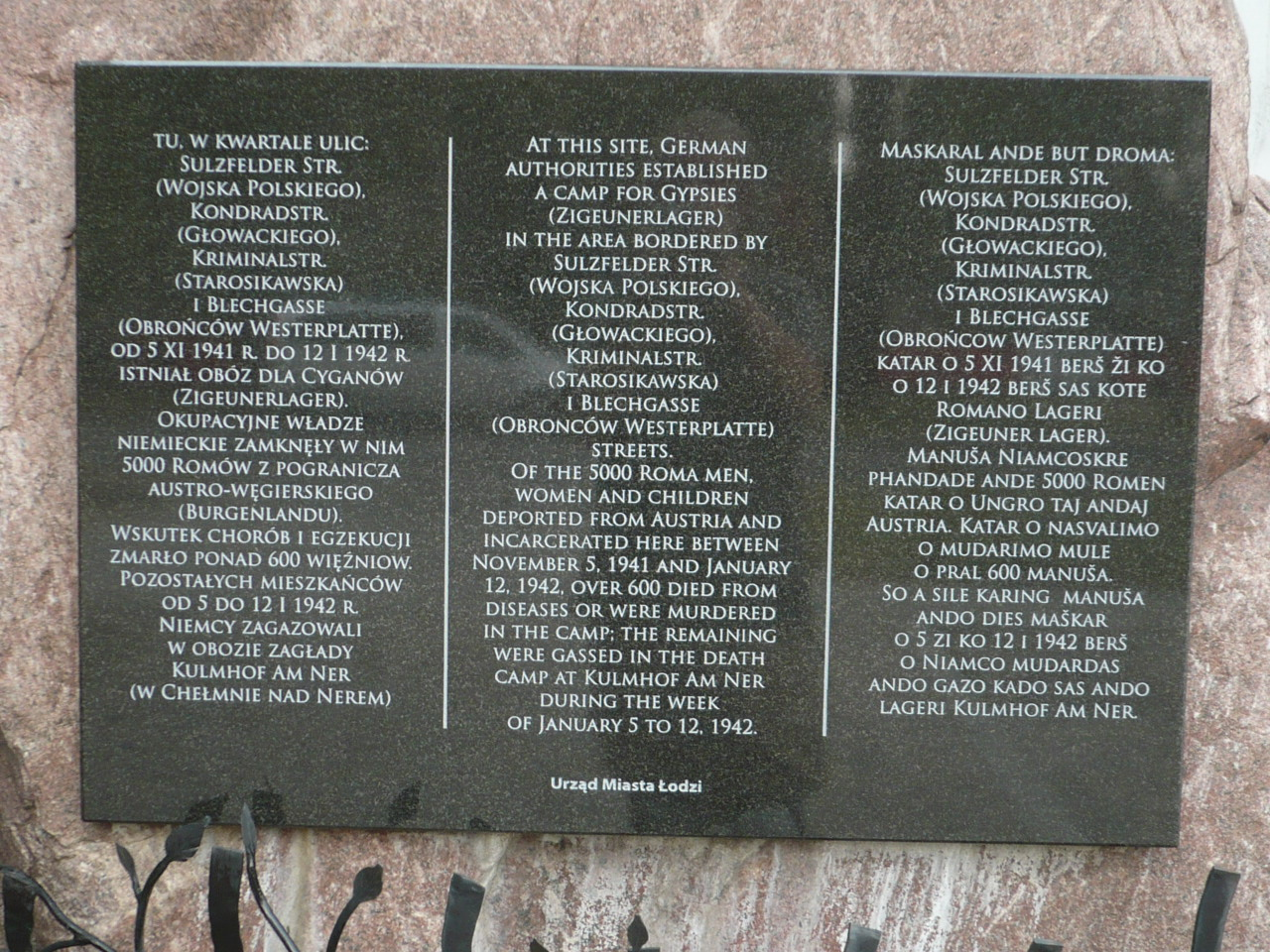
Widok ogólny trójjęzycznej (polski, angielski i romski) tablicy pamiątkowej (z drobnymi błędami; stan z VIII 2015)

5 listopada 1941 do getta przybył pierwszy transport Romów oraz Sinti, popularnie nazywanych Cyganami, liczący około 1200 osób. Dla tej oraz kolejnych grup została wydzielona minimalna część getta (0,019 km²) w kwadracie obecnych ulic: Wojska Polskiego – Obrońców Westerplatte – Starosikawskiej – Głowackiego. Łącznie od 5 do 9 listopada 1941 przywieziono do Łodzi w bydlęcych wagonach 5007 osób, w tym 2689 dzieci. Obóz od getta oddzielały podwójne zasieki z drutu kolczastego.
Warunki bytowania jakie panowały w tym obozie, według wszystkich więźniów getta, którzy się z nim zetknęli, przede wszystkim byli to lekarze getta, były jeszcze gorsze, niż w getcie. Zmarli oraz zamordowani więźniowie obozu (ponad 700 osób) grzebani byli na terenie cmentarza żydowskiego przy ul. Brackiej. Szybkim skutkiem fatalnych warunków (bez latryn, łaźni, wody) był wybuch epidemii tyfusu, która z kolei była podstawową przyczyną decyzji o jego eksterminacyjnej likwidacji.
Likwidację obozu cygańskiego rozpoczęto w pierwszych dniach stycznia 1942 roku. W dniach 4–12 stycznia 1942 roku 4,3 tys. pozostałych więźniów obozu zostało wywiezionych i zamordowanych w miejscu zagłady w Chełmnie nad Nerem (Kulmhof an Nehr). Kilka dni później, 16 stycznia 1942, rozpoczęły się pierwsze deportacje Żydów z łódzkiego getta do tego samego miejsca w celu zagłady.

## Znani więźniowie łódzkiego getta[32]
- Cwi Bergman – były wieloletni prezes Związku Byłych Mieszkańców Łodzi w Izraelu
- Dawid Bajgelman – muzyk, kompozytor, dyrygent
- Josef Buchmann – wiceprezydent Międzynarodowej Rady Zarządzającej Uniwersytetu w Tel Awiwie
- Wilhelm Caspari – profesor medycyny, bakteriolog i badacz schorzeń nowotworowych
- Towa Ben Cewi – wokalistka
- Anatol Chari – członek Sonderkommando, autor autobiograficznej książki Podczłowiek. Wspomnienia członka Sonderkommanda
- Abram Cytryn – nastoletni poeta z łódzkiego getta
- Etka Daum – sekretarka Chaima Rumkowskiego, na bazie jej zapisków powstała książka Elżbiety Cherezińskiej pt. Byłam sekretarką Rumkowskiego. Dzienniki Etki Daum.
- Hugo Ditz(inne języki) – chemik, profesor akademicki, kandydat do nagrody Nobla
- Aleksander Drożdżyński – dziennikarz, publicysta, pisarz i satyryk
- Halina Elczewska – działaczka społeczna, projektodawczyni Parku Ocalałych w Łodzi
- Feliks Garfinkel – poeta
- Adolf Goetz – niemiecki inżynier, specjalista z Hamburga w zakresie sterowców sztywnych; w getcie, w ramach Wydziału Gospodarczego, założył samodzielną grupę zajmującą się głównie uprawą roślin leczniczych[33]
- Bernard Hellig – dr filozofii, ekonomista, znawca dziejów gospodarczych Żydów w Europie Wschodniej
- Pinchas Menachem Joskowicz – naczelny rabin Polski w latach 1988–1999
- František Kafka – czeski prawnik, doktor praw, adwokat, pisarz
- Aleksander Klugman – pisarz
- Abraham Koplowicz – nastoletni poeta
- Jisra’el Kristal – w momencie śmierci najstarszy mężczyzna na świecie (114 lat – ur. 15 września 1903, zm. 11 sierpnia 2017)[34]
- Arnold Mostowicz – lekarz w getcie, pisarz
- Bronisława Rotsztatówna – skrzypaczka
- Chaim Mordechaj Rumkowski – działacz syjonistyczny, Przełożony Starszeństwa Żydów w Litzmannstadt-Getto (Judenratu)
- Chava Rosenfarb – wybitna powojenna pisarka tworząca w języku jidysz
- Oskar Rosenfeld – Austriak, dziennikarz, działacz syjonistyczny, animator kultury żydowskiej w Wiedniu
- Szmul Rozensztajn(inne języki) – bliski współpracownik Ch. Rumkowskiego, przed wojną nauczyciel jęz. hebrajskiego i dziennikarz; autor „Notatnika” pisanego w getcie, jednego z ciekawszych źródeł do jego dziejów[10]
- Teodor Ryder – dyrygent, pianista
- Dawid Sierakowiak – nastoletni autor wstrząsającego pamiętnika z łódzkiego getta, zaliczonego do światowej klasyki wspomnieniowej Holokaustu
- Oskar Singer – dziennikarz, publicysta, literat, działacz syjonistyczny; współautor Kroniki getta łódzkiego(inne języki)
- Lili Susser – autorka autobiograficznej książki Przeżyłam Holocaust
- Alina Szapocznikow – rzeźbiarka, graficzka
- Adam Szyper – poeta i tłumacz
- Idek Trzmiel (Jack Tramiel) – biznesmen, założyciel firmy Commodore International, producenta m.in. komputerów Commodore 64 i Amiga, właściciel Atari Corp., producenta komputera Atari ST
- Jehuda Widawski – przedsiębiorca, mieszka w Izraelu, wspiera porządkowanie cmentarza żydowskiego w Łodzi, odwiedza Łódź kilka razy w roku
- Sara Zyskind – autorka dwóch autobiograficznych książek Światło w dolinie łez i Skradzione lata

## Kronika getta łódzkiego
Unikatem w skali wszystkich żydowskich gett utworzonych przez Niemców na terenie Europy jest to, że zachowała się praktycznie cała jego dokumentacja archiwalna. Obecnie zasadnicza jej część znajduje się w zbiorach Archiwum Państwowego w Łodzi (w zespole „Przełożony Starszeństwa Żydów w Łodzi”), a mniejsza w Archiwum Żydowskiego Instytutu Historycznego w Warszawie.
W ramach tego zespołu wyróżnia się Kronika getta łódzkiego, na wpół oficjalna, pisana codziennie przez specjalnie w tym celu powołany przez Chaima M. Rumkowskiego zespół autorów, w ramach Wydziału Statystycznego. Redakcja mieściła się przy pl. Kościelnym 4. W zespole pracowali między innymi Józef Klementynowski (podpisywał się Kl), Bernard Ostrowski (BO), Oskar Rosenfeld (OR), Oskar Singer (OS) i Peter Wertheimer (PW). Kronika obejmuje okres od 12 stycznia 1941 do 30 lipca 1944, czyli kończy się w momencie rozpoczęcia ostatecznej likwidacji łódzkiego getta.
Pierwsze powojenne wydanie ukazało się 1965 (tom I) i 1966 (tom II), przygotowane przez Lucjana Dobroszyckiego i Danutę Dąbrowską, objęło okres od stycznia 1941 do końca 1942. Przygotowane składy do edycji dwóch następnych tomów (lata 1943 i 1944) zostały zniszczone jako jeden z przejawów nagonki antysemickiej marca 68 w Polsce. Podjęta 45 lat później inicjatywa ponownego, w nowym opracowaniu edytorskim i krytycznym, wydania Kroniki zakończyła się sukcesem w postaci 5-tomowej edycji (cztery tomy Kroniki oraz V tom – tzw. Suplementy). Całość ukazała się w 2009 roku.

## Encyklopedia getta
Innym cennym materiałem źródłowym, ze wspomnianego wyżej zespołu akt „Przełożony Starszeństwa Żydów w Łodzi”, jest Encyklopedia getta. Pracę nad nią rozpoczęto w zespole Kroniki getta łódzkiego na początku 1944, ale likwidacja getta nie pozwoliła na jej ukończenie. Zachowane egzemplarze znajdują się w zbiorach Archiwum Państwowego w Łodzi, Archiwum ŻIH w Warszawie oraz w Archiwum Kibucu im. Bojowników Gett.
Lista zaplanowanych haseł wynosiła 1347 pozycji. Opracowano 378. Zdecydowana większość to hasła biograficzne, z jednej strony najważniejszych i zasłużonych ludzi łódzkiego getta, ale z drugiej strony wielu osób z administracji getta i kierowników różnych gettowych zakładów pracy („resortów”).
Po wielu latach pracy, niedługo przed 71 rocznicą ostatecznej likwidacji łódzkiego getta (sierpień 1944–sierpień 2015), ukazało się pełne, opatrzone obszernym i interesującym aparatem naukowym oraz bogatą ikonografią, wydanie Encyklopedii getta.